# 龙金宝
龙金宝（2000年11月8日—），中国男子攀岩运动员，2023年世界攀岩锦标赛男子速度赛银牌得主、2022年亚洲运动会男子速度接力赛金牌得主和男子速度赛银牌得主。